# Michael Banzhaf (Diplomat)
Michael Banzhaf (* 6. März 1957 in München) ist ein deutscher Diplomat. Er war von 2019 bis 2021 deutscher Botschafter in der armenischen Hauptstadt Jerewan.

## Leben
Nach seinem im Jahr 1976 abgelegten Abitur erfolgte ein Studium der Geschichte und Kunstgeschichte an der Ludwig-Maximilians-Universität München, wo er im Jahr 1983 promovierte. Im Jahr 1986 trat er in den auswärtigen Dienst ein. Nach dem Besuch der Ausbildungsstätte des Auswärtigen Amts (Vorbereitungsdienst für den höheren Dienst) wurde er im Jahr 1988 Wirtschaftsreferent an der Botschaft Warschau, Polen. Von 1991 bis 1993 war er im Auswärtigen Amt als Referent für Wirtschaftsbeziehungen zu den Staaten der Visegrád-Gruppe tätig und in dieser Funktion Teilnehmer an der Deutsch-Polnischen Regierungskommission für grenznahe und regionale Zusammenarbeit.
Von 1993 bis 1995 war er Ständiger Vertreter des Leiters der Botschaft Hanoi, Vietnam. Danach wurde er bis 2001 Leiter des Referats für Außenbeziehungen in der Staatskanzlei in Thüringen. Bis 2005 war er wieder im Auswärtigen Amt tätig, wo er stellvertretender Referatsleiter für Außenwirtschaftsförderung in der Wirtschaftsabteilung war. In den Jahren 2005 und 2006 war er Leiter der Außenstelle Banda Aceh der Botschaft Jakarta, Indonesien, im Rahmen des Wiederaufbaus nach dem Erdbeben und Tsunami von Dezember 2004. Von 2006 bis 2009 war er Ständiger Vertreter des Botschafters und Leiter des Wirtschaftsdiensts an der Botschaft Bangkok, Thailand.
Von 2009 bis 2012 übernahm er im Auswärtigen Amt die Leitung des Referats für konventionelle Abrüstung und Rüstungskontrolle. Von 2012 bis 2015 war er Ständiger Vertreter des Botschafters und Leiter des Wirtschaftsdiensts in der Botschaft Astana, Kasachstan, und von 2015 bis 2019 Generalkonsul in Kaliningrad, Russland.
Am 13. September 2019 übergab er sein Beglaubigungsschreiben an den armenischen Präsidenten Armen Sarkissjan und wurde Botschafter der Bundesrepublik Deutschland in Armenien. Auf diesem Posten wurde er 2021 von Viktor Richter abgelöst.